# Дюпен, Пьер-Шарль-Франсуа
Пьер-Шарль-Франсуа Дюпен (1784—1873) — французский математик и экономист.
После окончания в 1803 г. курса в политехнической школе, вышел в морские инженеры. Первой и наиболее выдающейся его работой по математике был мемуар, представленный академии в 1813 г., «Développement de géométrie pour faire suite à la géométrie pratique de Monge»; он предложил при рассмотрении вопросов о кривизне поверхностей пользоваться свойствами некоторой кривой, которую он назвал индикатрисой, что привело ко многим значительным упрощениям и новым выводам. Здесь же он доказал и теорему о пересечении систем взаимно перпендикулярных поверхностей по так называемым «линиям кривизны». За эту работу был избран в 1818 г. членом Французской академии наук.
Однако в дальнейшем он посвятил себя главным образом статистическим и экономическим исследованиям и приложениям математики к промышленным целям. Так, в 1820—1824 гг. он издал «Voyage en Grande Bretagne de 1816—19», в котором изложил собственные исследования о торговле и промышленности Англии, а в 1825—27 гг. напечатал «Géométrie et mécanique des arts et des métiers et des beaux arts» и т. д.
Был профессором в «Conservatoire des Arts et des Métiers». Почетный член Петербургской академии наук c 20.12.1826.
Неоднократно заседал в законодательных собраниях; недолго состоял морским министром (10—18 ноября 1834 г.). При Наполеоне III был сенатором. Как экономист выступал сторонником протекционизма.
При обширных способностях и трудолюбии Дюпен не оставил после себя вследствие разбросанности в своих занятиях каких-либо прочных следов, кроме указанной выше работы по геометрии. В 1822 г. издал книгу под заглавием «Applications de géométrie et de mécanique à la marine, aux ponts et chaussées, etc. (pour faire suite aux développements de géométrie)», в которой, между прочим, изложена геометрическая теория устойчивости равновесия плавающих тел, представляющая образцовое произведение по простоте и ясности; до начала XX века никому не удалось дать теорию устойчивости плавающих тел в более простом виде, чем у Дюпена.

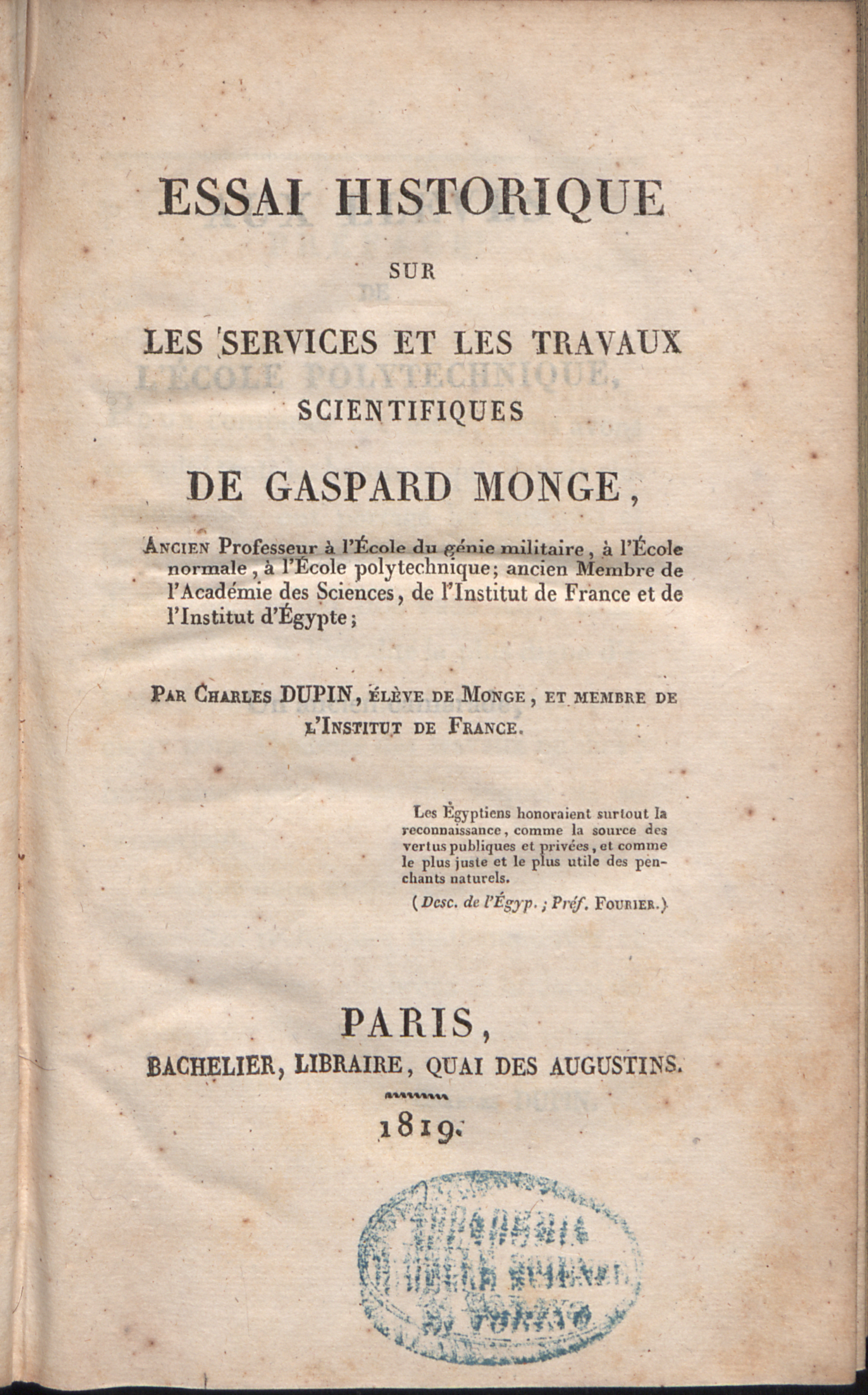
Essai historique sur les services et les travaux scientifiques de Gaspard Monge, 1819]